# Sigge Ljungberg
Erik Sigurd (Sigge) Ingvard Ljungberg, född 18 oktober 1906 i Ljungby, död 12 juli 1979, var en svensk målarmästare och målare.
Han var son till målarmästaren Elof Ljungberg och Blända Sjöberg och från 1932 gift med Reinhold Ljunggrens syster Hanna (1910–2000). Han var äldre broder till Sven Ljungberg. Han uppfostrades att  ta hand om familjeföretaget och utbildade sig först till målarmästare men innan han tog över företaget vistades han några år i Amerika vilket senare kom att avspegla sig i hans konst. Hans konstintresse var stort och på fritiden sedan företaget krävt och fått sitt bedrev han självstudier inom konstmåleriet. Tillsammans med Gustaf Sjöö och Frithiof Berglund ställde han ut i Lidköping 1956 och han medverkade i samlingsutställningar med Sveriges allmänna konstförening. Hans konst består av stadsbilder, interiörer och bilder från det småländska vardagslivet. Ljungberg är representerad vid Västerås konstmuseum, Sunnerbo härads tingshus, Ljungby kommun och Västerås kommun. En minnesutställning med hans konst visades på Ljungbergmuseet 2006. Makarna Ljungberg är begravda på Skogskyrkogården, Ljungby.   